# دينيس غوميز
دينيس غوميز (بالبرتغالية: Denise Gomes؛ مواليد 30 ديسمبر 1989) هو مُقاتل فنون قتالية مختلطة برازيلي.

## وصلات خارجية
لم يتم العثور على روابط لمواقع التواصل الاجتماعي.

- دينيس غوميز على موقع يو إف سي (الإنجليزية)
- دينيس غوميز على موقع شيردوغ (الإنجليزية)
- دينيس غوميز على موقع Tapology.com (الإنجليزية)